# Abbazia di Michaelstein
L'abbazia di Michaelstein (in tedesco: Kloster Michaelstein) è un'ex abbazia cistercense situata a Blankenburg (Harz), nello stato di Sassonia-Anhalt, nella diocesi di Magdeburgo. Oggi è una tappa dell'itinerario romanico.

## Storia
L'abbazia viene menzionata nel 956 come eremo. Si trattava di una cappella dedicata a San Michele e scavata nella roccia, conosciuta come Volkmarskeller, vicino alla sorgente Eggeröder.  Nel 1139, la badessa di Quedlinburg, Beatrice II, figlia dell'imperatore Enrico III del Sacro Romano Impero, fondò un'abbazia nell'attuale posizione, vicino all'antico eremo dedicata al santo, che era usato come una chiesa da alcuni monaci dell'Abbazia di Kamp. 
I resti di Beatrice, morta nel 1061, sono racchiusi nel muro esterno della chiesa abbaziale nell'ala ovest del monastero. L'abbazia fiorì immediatamente.
Nel 1525, dei contadini, a seguito della loro ribellione, attaccarono l'abbazia. Nel 1543, l'ultimo abate cattolico se ne andò. L'abbazia divenne proprietà dei conti di Blankenburg, che fungevano anche da pastori protestanti. Dopo la morte dell'ultimo conte nel 1599, tornò ai duchi di Brunswick. Dal 1629 al 1631 e dal 1636 al 1640, durante la guerra dei trent'anni, nuovi monaci cistercensi si stabilirono qui. Nel 1690, l'abbazia entrò in possesso dei duchi di Brunswick-Luneburg, che vi stabilirono una scuola e poi attività economiche. Nel 1717 fu creato un seminario che cessò ogni attività nel 1808.
In seguito nel 1880 il ducato di Brunswick decise di installare degli allevamenti di trote, salmoni e altri pesci in delle vasche artificiali.
Nel 1945, la riforma agraria obbligò l'espropriazione e la divisione della proprietà monastica. Nel 1968 iniziò il restauro degli edifici dell'abbazia su iniziativa dell'Orchestra da Camera Telemann. Nel 1977 venne fondato un istituto culturale e di ricerca per la musica classica del XVIII secolo. Nel 1988, è stato istituito un museo con una collezione di strumenti musicali principalmente storici. Nel 1997, l'istituto è diventato un istituto pubblico. Nel 2001, il Conservatorio della Sassonia-Anhalt si è trasferito nell'ex abbazia.